# Монтейру-Лобату
Монтейру-Лобату (порт. Monteiro Lobato) — муниципалитет в Бразилии, входит в штат Сан-Паулу. Составная часть мезорегиона Вали-ду-Параиба-Паулиста. Входит в экономико-статистический микрорегион Кампус-ду-Жордан. Население составляет 3789 человек на 2006 год. Занимает площадь 332,742 км². Плотность населения — 11,4 чел./км².

## История
Появление этого небольшого городка связано с экономикой долины Параиба (pt), которая, получив с 1850 года сильный импульс благодаря многочисленным и продуктивным кофейным плантациям, стала локомотивом богатства и прогресса в регионе.
Город был основан 26 апреля 1880 года.
До середины двадцатого века город назывался Vila de Buquira, по названию реки (Rio Buquira), которая пересекает его.
Позже муниципалитет был переименован в честь одного из крупнейших бразильских писателей — Монтейру Лобату, который родился в близлежащем городе Таубате, и по наследству владел фермой Fazenda Buquira в окру́ге Vila de Buquira.
Писатель Монтейру Лобату сделал свою ферму известной всему миру, описав её во многих своих книгах.

## Статистика
- Валовой внутренний продукт на 2003 составляет 17.563.623,00 реалов (данные: Бразильский институт географии и статистики).
- Валовой внутренний продукт на душу населения на 2003 составляет 4.735,41 реалов (данные: Бразильский институт географии и статистики).
- Индекс развития человеческого потенциала на 2000 составляет 0,775 (данные: Программа развития ООН).

## География
Климат местности: субтропический. В соответствии с классификацией Кёппена, климат относится к категории Cwb.